# 10 000 mètres féminin aux Jeux olympiques d'été de 1992
Navigation
Séoul 1988 Atlanta 1996
L'épreuve du 10 000 mètres féminin aux Jeux olympiques de 1992 s'est déroulée du 1er au 7 août 1992 au Stade olympique de Montjuic de Barcelone, en Espagne.  Elle est remportée par l'Éthiopienne Derartu Tulu.

## Résultats

### Finale
| Rang               | Athlète            | Pays            | Temps          | Notes |
| ------------------ | ------------------ | --------------- | -------------- | ----- |
| Médaille d'or      | Derartu Tulu       | Éthiopie        | 31 min 06 s 02 | NR    |
| Médaille d'argent  | Elana Meyer        | Afrique du Sud  | 31 min 11 s 75 | NR    |
| Médaille de bronze | Lynn Jennings      | États-Unis      | 31 min 19 s 89 | NR    |
| 4                  | Zhong Huandi       | Chine           | 31 min 21 s 08 |       |
| 5                  | Liz McColgan       | Grande-Bretagne | 31 min 26 s 11 |       |
| 6                  | Wang Xiuting       | Chine           | 31 min 28 s 06 |       |
| 7                  | Uta Pippig         | Allemagne       | 31 min 36 s 45 |       |
| 8                  | Judi St. Hilaire   | États-Unis      | 31 min 38 s 0  |       |
| 9                  | Hellen Kimaiyo     | Kenya           | 31 min 38 s 91 |       |
| 10                 | Jill Hunter        | Grande-Bretagne | 31 min 46 s 49 |       |
| 11                 | Christien Toonstra | Pays-Bas        | 31 min 47 s 38 |       |
| 12                 | Izumi Maki         | Japon           | 31 min 55 s 06 |       |
| 13                 | Albertina Dias     | Portugal        | 32 min 03 s 93 |       |
| 14                 | Miki Igarashi      | Japon           | 32 min 09 s 58 |       |
| 15                 | Lieve Slegers      | Belgique        | 32 min 14 s 17 |       |
| 16                 | Rosanna Munerotto  | Italie          | 32 min 37 s 91 |       |
| 17                 | Tegla Loroupe      | Kenya           | 32 min 53 s 09 |       |
| 18                 | Tigist Moreda      | Éthiopie        | 34 min 05 s 56 |       |
| —                  | Fernanda Marques   | Portugal        | DNF            |       |
| —                  | Conceição Ferreira | Portugal        | DNF            |       |

## Légende
Records et Performances
- AR : Record continental (area record)
- CR : Record des championnats (championship record)
- MR : Record du meeting (meet record)
- NR : Record national (national record)
- OR : Record olympique (olympic record)
- PR : Record paralympique (paralympic record)
- PB : Record personnel (personal best)
- SB : Meilleure performance personnelle de la saison (season's best)
- WL : Meilleure performance mondiale de l'année (world leader)
- WJR : Record du monde junior (world junior record)
- WR : Record du monde (world record)

Circonstances et Conditions
- DNF : N'a pas terminé (did not finish)
- DNS : N'a pas pris le départ (did not start)
- DQ : Disqualification (disqualification)
- NM : Aucun essai valable enregistré (No Mark)
- Q : Qualifié « directement » au prochain tour (ou à la prochaine compétition), lors d'une compétition majeure, grâce au classement ou à la réalisation des minima (automatic qualifier)
- q : Qualifié au prochain tour (ou à la prochaine compétition), lors d'une compétition majeure, grâce au repêchage ou à la réalisation de l'une des meilleures performances parmi celles des « non qualifiés directement » (grâce au meilleur temps ou à la meilleure distance par exemple) (secondary qualifier)